# Pseudosubria bispinosa
Pseudosubria bispinosa är en insektsart som beskrevs av Sigfrid Ingrisch 1998. Pseudosubria bispinosa ingår i släktet Pseudosubria och familjen vårtbitare.

## Underarter
Arten delas in i följande underarter:
- P. b. bispinosa
- P. b. obtusa
- P. b. acuta